# ベニヤマタケ
ベニヤマタケ（学名: Hygrocybe coccinea）はヌメリガサ科アカヤマタケ属の菌類。英語ではscarlet hood、 scarlet waxcap、righteous red waxy capなどともよばれる。北半球の日本、中国、ヨーロッパ、北アメリカなどで見つかっている。小さく発色の良い赤いキノコであり、ヨーロッパでは晩夏から秋に耕作されていない草地に見つかり、北アメリカでは冬場に森林で見つかる。食用キノコの一つ。

## 分類
ベニヤマタケは最初、ドイツの学者、Jacob Christian Schäfferがハラタケ類に分類した。その後1838年にエリーアス・フリースがヌメリガサ属に分類し、1871年、Paul Kummerがアカヤマタケ属に分類した。学名のcoccineaはラテン語で深紅色の意味がある。

## 特徴

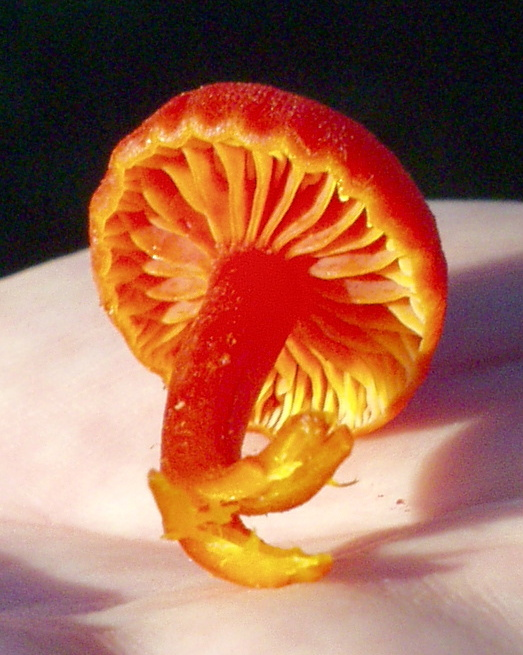

子実体は傘と柄からなる。傘は径2 - 5センチメートル (cm) で、若いうちはまんじゅう形だが、生長すると中央が中高の扁平に開く。色は鮮やかな深紅色で、成熟するにつれて色は薄くなって黄色味を帯びてくる。ぬるぬるしている。ヒダは粗く、柄に対して直生か垂生して広く広がっており、紅黄色である。
胞子は白色。卵形の胞子であり、大きさは7 - 9.5 × 4 - 5マイクロメートル (μm) である。
柄の長さは最大7 cmほど、太さ0.3 - 1 cmで、傘と同色、つばなどが存在しない
肉は黄色っぽい赤色で味は薄い。

## 分布・生息地
ベニヤマタケは広い範囲に分布しており、耕作の行われていない草地に多い。ヨーロッパでは8月から10月に見ることができる。イギリスでは他のアカヤマタケ属のように霜の生えるまでの晩秋が一番良い季節である。北アメリカではアカマツの下や森の中で冬に見かけることができる。ネパールのサガルマータ国立公園やインド、中国、日本ではツツジの下や、オークの下に育つことが確認されている。
日本では、春から秋にかけて、コナラ、ミズナラなどの広葉樹林やスギなどの針葉樹林の林床、草原、笹やぶなどに散生または群生する。
オーストラリアで初期に Hygrocybe coccinea として特定された標本は、アカヌマベニタケ（Hygrocybe miniata）と Hygrocybe kandora に再度分類された。

## 食用
ベニヤマタケは可食であり、日本では山口県において、「アカナバ」の地方名で古くから食用とされている。小型のキノコなので、ある程度の量を採取しないと食用としては物足りない。食べるときは湯がいて下処理をした後、酢の物、おろし和えなどにする。

## 参考画像

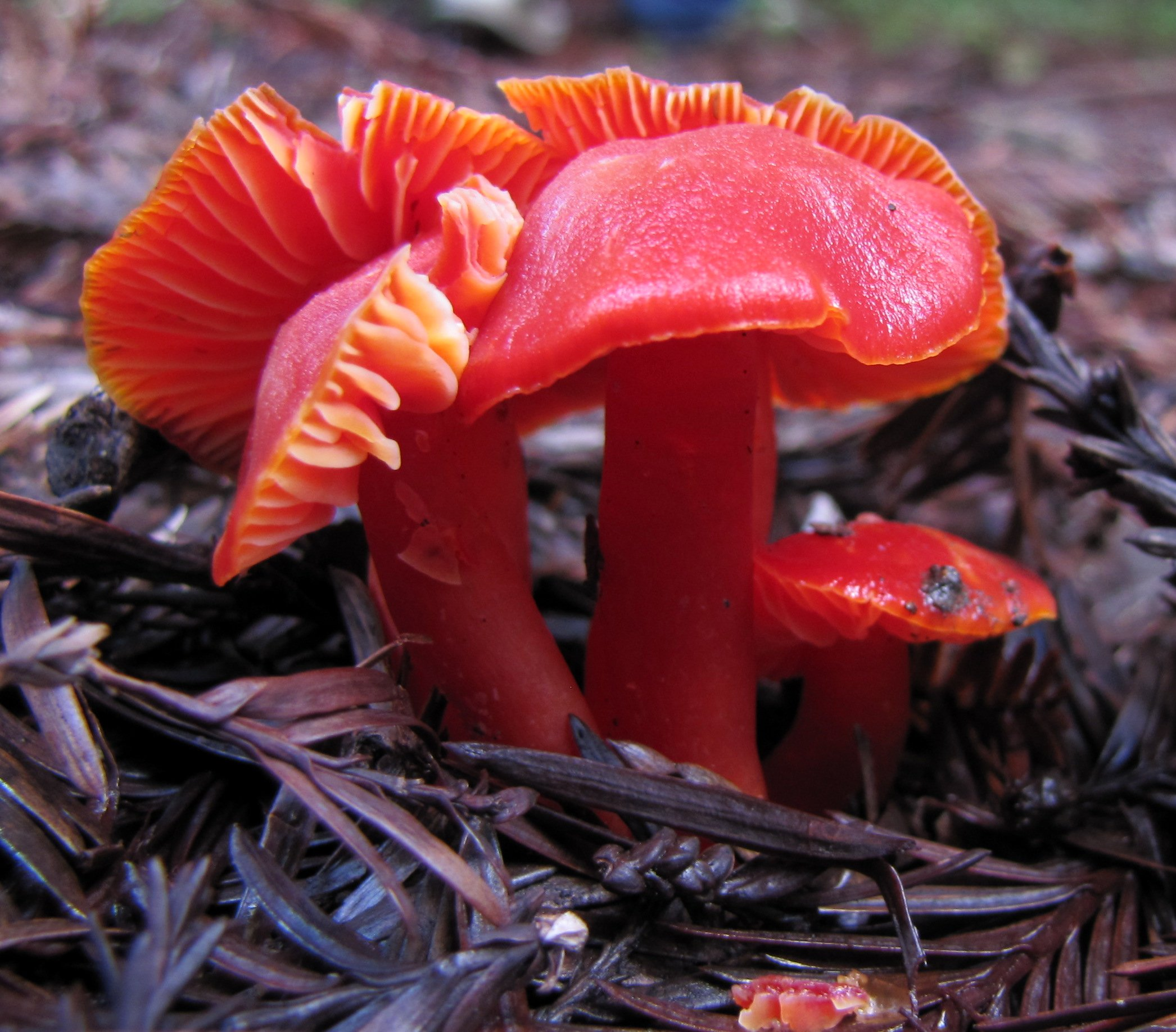
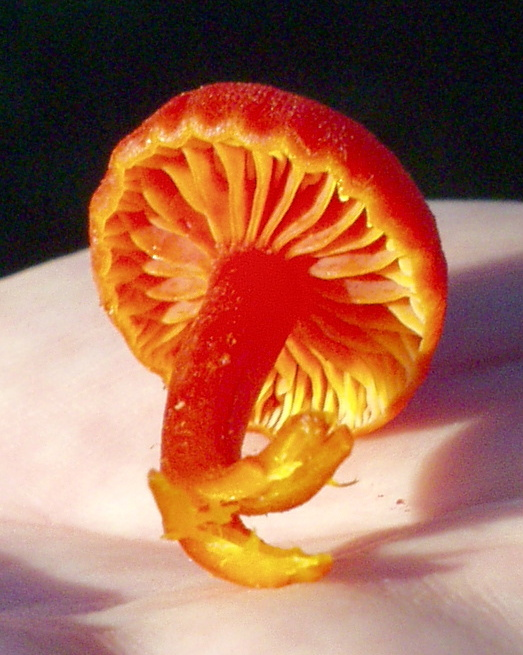
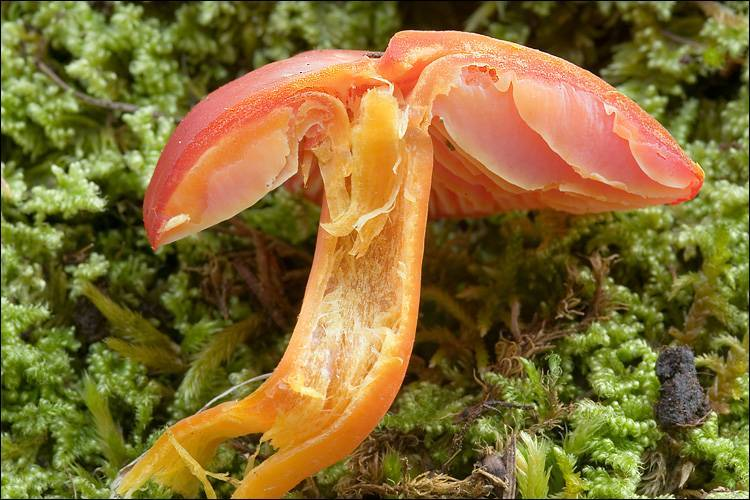
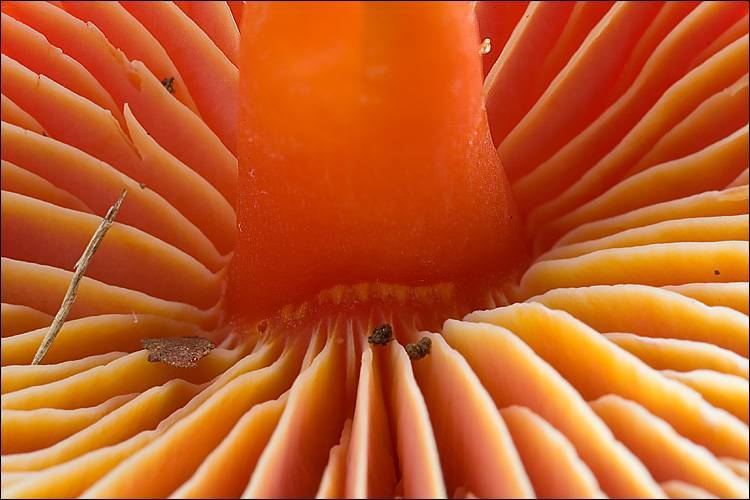

## 参照
1. 1 2 3 4 5 6 7  瀬畑雄三 監修 2006, p. 125.
2. 1 2  Nilson S & Persson O (1977). Fungi of Northern Europe 2: Gill-Fungi. Penguin. pp. p. 22. ISBN 0-14-063006-6
3. 1 2  Phillips R (2006). Mushrooms. London: Pan MacMillan. pp. p. 75. ISBN 0-330-44237-6
4. ↑  Arora, David (1986). Mushrooms demystified: a comprehensive guide to the fleshy fungi (2nd ed. ed.). Berkeley: Ten Speed Press. pp. pp. 114. ISBN 0-89815-169-4
5. ↑  Giri A, Rana P (June 2007). “Some Higher Fungi from Sagarmatha National Park (SNP) and its adjoining areas, Nepal”. Scientific World 5 (5):  67-74.
6. ↑  Young, A.M. (2005). Fungi of Australia: Hygrophoraceae. (Australian Biological Resources Study) CSIRO, Canberra, ACT. pp. p. 148. ISBN 0-643-09195-5